# Яніс Шмединьш
Яніс Шмединьш  (латис. Jānis Šmēdiņš; нар. 30 липня 1987) — латвійський волейболіст і пляжний волейболіст, олімпійський медаліст, чемпіон Європи 2015.

## Життєпис

### Пляжний волейбол
У парі з Александрсом Самойловсом:
- чемпіон Європи 2015,
- срібний призер Чемпіонатів Європи 2013, 2014, 2017, 2018[1]

### Виступи на Олімпіадах
| Олімпіада   | Дисципліна       | Місце                           |
| ----------- | ---------------- | ------------------------------- |
| Лондон 2012 | пляжний волейбол | 3 (партнер — Мартиньш Плявіньш) |

### Зальний волейбол
Грав на позиції догравальника у складі німецьких клубів «Берлін» (2009—2011) і «Мерзер» (2011—2012).

### Родина
Його молодший брат — Томс Шмединьш (нар. 1986) — теж був волейболістом, а нині є тренером із волейболу.